# Traité d'Édimbourg-Northampton

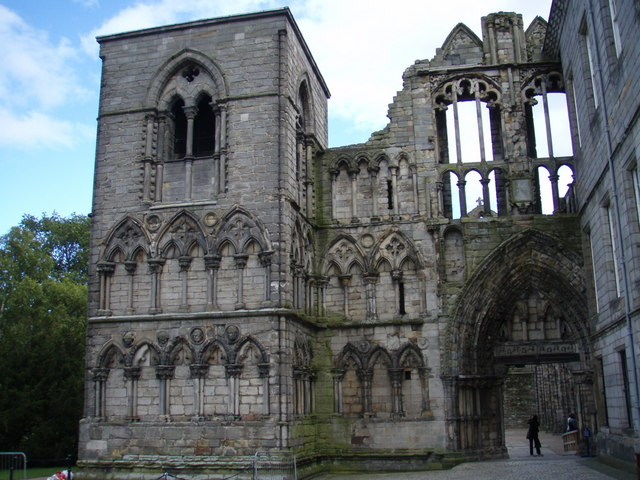
Holyrood Abbey, où fut signé le traité d'Edimbourg-Northampton en 1328.

Le traité d'Édimbourg-Northampton est un traité de paix signé en 1328 entre les royaumes d'Angleterre et d'Écosse. Il marque la fin de la première guerre d'indépendance écossaise, qui avait commencé avec l'invasion anglaise de l'Écosse en 1296.
Le traité fut signé à Édimbourg par Robert Ier d’Écosse, le 17 mars 1328, et ratifié par le Parlement anglais à Northampton le 1er mai. Le document est écrit en français, et est détenu par les Archives nationales d'Écosse à Édimbourg.
Les termes du traité stipulent que, en échange de 20 000 livres sterling, la couronne d'Angleterre reconnaîtrait :
- Le royaume d'Écosse comme une nation totalement indépendante
- Robert Ier, et ses héritiers et successeurs comme les gouverneurs légitimes
- La frontière entre l'Écosse et l'Angleterre comme elle avait été reconnue sous le règne d'Alexandre III (1249-1286).
- David Bruce, le fils et héritier de Robert Ier, épousera Jeanne, la sœur du roi Édouard III d'Angleterre, Jeanne devant recevoir un revenu annuel de 2 000 livres sterling.

## Source
- (en) Gordon Donaldson, Scottish Historical Documents, Scottish Academic Press, Edinburgh & London, 1974, « 1328 Treaty of Edinburgh-Northampton », p. 61-62.